# Йонизация
Йонизация се нарича процесът на образуване на йони от неутрални атоми или молекули, като това е ендотермичен процес.
Явление, при което под действие на външна причина – йонизатор (рентгенови лъчи, висока температура, електрическа искра, електрическа дъга и др.) атомите и молекулите на веществото, предимно в газообразно състояние, от електронеутрални се превръщат в йони.
Положително зареден йон се образува, когато електронът в атома или молекулата получава достатъчна енергия за преодоляване на потенциалната бариера, равна на йонизационния потенциал. Обратно, отрицателно зареден йон се образува чрез захват на „излишен“ електрон от атома, при това се освобождава енергия.
|  | Тази страница частично или изцяло представлява превод на страницата „Ионизация“ в Уикипедия на руски. Оригиналният текст, както и този превод, са защитени от Лиценза „Криейтив Комънс – Признание – Споделяне на споделеното“, а за съдържание, създадено преди юни 2009 година – от Лиценза за свободна документация на ГНУ. Прегледайте историята на редакциите на оригиналната страница, както и на преводната страница, за да видите списъка на съавторите. ВАЖНО: Този шаблон се отнася единствено до авторските права върху съдържанието на статията. Добавянето му не отменя изискването да се посочват конкретни източници на твърденията, които да бъдат благонадеждни. |